# Cephalotes conspersus
Cephalotes conspersus är en myrart som först beskrevs av Smith 1867.  Cephalotes conspersus ingår i släktet Cephalotes och familjen myror. Inga underarter finns listade.